# Reynold Cheruiyot
Reynold Cheruiyot, född 30 juli 2004, är en kenyansk friidrottare som tävlar i medeldistanslöpning.

## Karriär
Cheruiyot har tagit guld på 1 500 meter vid juniorvärldsmästerskapen i friidrott 2022. Året efter tog han guld på samma distans vid de afrikanska juniormästerskapen.